# Campeonato Alemán de Fútbol 1904
El Campeonato Alemán de Fútbol 1904 fue la segunda edición de dicho torneo. Participaron 8 equipos campeones de las ligas regionales de fútbol del Imperio alemán.
La competencia no estaba finalizada, sin embargo, la Federación Alemana de Fútbol (DFB) anuló el campeonato debido a una protesta de Karlsruher FV. Karlsruhe había protestado por el hecho de que los partidos no se han jugado en campo neutral, como se muestra en las reglas. La DFB ya había ignorado esta regla por razones económicas en el año anterior, pero esta vez Karlsruhe argumentó que algunos de sus jugadores no pudieron viajar al partido en Berlín, lo que había causado la derrota de Karlsruhe. Como resultado, el campeonato fue anulado.

## Fase final

### Cuartos de final
|                  | Resultado |               |
| ---------------- | --------- | ------------- |
| Britannia Berlin | 6-1       | Karlsruher FV |

|                | Resultado |           |
| -------------- | --------- | --------- |
| Duisburger SpV | 5-3       | FV Kassel |

|                  | Resultado |             |
| ---------------- | --------- | ----------- |
| Germania Hamburg | 11-0      | Hannover 96 |

|             | Resultado |                          |
| ----------- | --------- | ------------------------ |
| VfB Leipzig | 3-2 t.s.  | SV Victoria 96 Magdeburg |

### Semifinales
|                  | Resultado |                  |
| ---------------- | --------- | ---------------- |
| Germania Hamburg | 1-3       | Britannia Berlin |

|             | Resultado |                |
| ----------- | --------- | -------------- |
| VfB Leipzig | 3-2 t.s.  | Duisburger SpV |

### Final
|             | Resultado    |                  |
| ----------- | ------------ | ---------------- |
| VfB Leipzig | No disputado | Britannia Berlin |